# Caspar Schindler-Escher

Familienwappen

Caspar Schindler-Escher (* 2. August 1828; † 15. Mai 1902; heimatberechtigt in Mollis, ab 1855 in Zürich) war ein Zürcher Seidenstofffabrikant und Philanthrop.
Schindler wurde als Sohn des Glarner Politikers Dietrich Schindler geboren. Nach Besuch der Industrieschule studierte er an der Philosophischen Fakultät der Universität Zürich. 1853 heiratete er Wilhelmine Elise Escher, Tochter des Seidenfabrikanten Martin Escher. Ihr Sohn Dietrich Schindler-Huber wurde Direktor der Maschinenfabrik Oerlikon und seine Tochter Susanna Klara war mit dem Unternehmer und Politiker John Syz verheiratet.
Er wurde 1872 zum ersten österreichisch-ungarischen Honorarkonsul in Zürich ernannt und hatte dieses Amt bis 1885 inne.
1907 wurde in Zürich die Schindlerstrasse in den Quartieren Unterstrass und Wipkingen nach ihm benannt.